# Chat à tête plate
Prionailurus planiceps
Espèce
Répartition géographique
Statut de conservation UICN

 EN C1+2a(i) : En danger
Statut CITES
Le chat à tête plate (Prionailurus planiceps) est une espèce de chats vivant dans les marécages asiatiques (Bornéo, Sumatra, Malaisie, Thaïlande…).
C'est l'un des rares chats à aimer l'eau.
L’espèce est menacée par la disparition de son habitat, asséché pour cultiver des palmiers à huile. Il restait moins de 2.500 individus en 2014.

## Description
Sa morphologie est parfaitement adaptée au monde aquatique : il possède des pattes à moitié palmées, de petites oreilles, de grands yeux et une petite queue. Au bout de ses courtes pattes, ses griffes sont semi-rétractiles. Pour pouvoir tenir les proies glissantes que représentent les poissons, le chat à tête plate possède, tout comme les piscivores, une denture aiguisée y compris au niveau des molaires et prémolaires. Il pêche en trempant la tête ou les pattes dans l'eau. Il mange aussi des coquillages, des petits mammifères, des oiseaux et des amphibiens.
- Poids : 1,5 à 3 kg
- Longueur : 30 à 50 cm

## Chorologie

### Habitat et aire de répartition
Le chat à tête plate habite les milieux humides du sud-est asiatique ainsi que les îles de Bornéo et de Sumatra.

### Protection
D'abord classé comme « Vulnérable » (VU) en 2002 par l'Union internationale pour la conservation de la nature (UICN), le Chat à tête plate est à présent « En danger » (EN). Il est en Annexe I de la CITES.

## Projet de recherche de Bornéo
Le Bornean Wild Cat and Clouded Leopard Project est un projet de recherche dont le but est d'étudier conjointement les cinq espèces de félins de l'île de Bornéo, dont les mœurs ne sont pas bien connues. Les connaissances acquises durant ce projet doivent permettre de mieux comprendre le comportement et l'écologie de ces félins et de situer leur réponse à des environnements modifiés par l'exploitation forestière. Le projet permet également aux scientifiques et étudiants locaux de se familiariser aux recherches sur le terrain et de sensibiliser la population locale à la protection de leur faune. À terme, le Bornean Wild Cat and Clouded Leopard Project devrait proposer un programme de conservation des félins sauvages de Bornéo.
L'aire d'étude est fixée sur la Danum Valley Conservation Area, une forêt de diptérocarpacées du territoire de Sabah dont une partie est modifiée par l'abattage sélectif depuis les années 1960. Les recherches sont basées sur des pièges photographiques et la capture d'individus afin de les équiper d'un collier émetteur. Commencé en 2007, le projet devrait durer trois ans et a permis de collecter des informations à propos du Chat à tête plate.